# IC 2783
IC 2783 је спирална галаксија у сазвјежђу Лав која се налази на листи објеката дубоког неба у Индекс каталогу.
Деклинација објекта је + 8° 53' 4" а ректасцензија 11h 22m 53,5s. Привидна величина (магнитуда) објекта IC 2783 износи 15,8 а фотографска магнитуда 16,6. IC 2783 је још познат и под ознакама NPM1G +09.0255, PGC 3091445.